# Andy Kubert
Andrew Kubert (27 febbraio 1962) è un fumettista statunitense, figlio di Joe Kubert e fratello minore di Adam, anch'essi fumettisti.

## Biografia
Si diploma insieme al fratello presso la scuola di fumetto fondata dal padre e l'esordio professionale avviene sotto il marchio della DC Comics, per cui disegna in coppia con Adam lavori come Batman contro Predator e la miniserie Dottor Strange.
Successivamente passa insieme al fratello alla Marvel Comics, dove diventa celebre come matitista in particolare per i disegni sulle varie testate degli X-Men.
Nel 2005 il ritorno dei fratelli Kubert alla Dc Comics crea scalpore e polemiche nell'ambiente fumettistico a causa del loro grande legame con la Marvel. Andy inizia così ad occuparsi di Batman disegnando la saga Batman e figlio scritta da Grant Morrison.